# Kolomacký rajón
Kolomacký rajón (ukrajinsky Коломацький район) byl rajón v Charkovské oblasti na Ukrajině. Hlavním městem byl Kolomak a rajón měl přibližně 7 tisíc obyvatel. 

## Sídla v rajónu
- Kolomak